# اریک کراکفورد
اریک کراکفورد (انگلیسی: Eric Crockford; ۱۳ اکتبر ۱۸۸۸ – ۱۷ ژانویهٔ ۱۹۵۸) بازیکن هاکی روی چمن، و بازیکن کریکت اهل بریتانیا بود.